# Roberto Di Chiara
Ángel Roberto Di Chiara (Avellaneda, Buenos Aires, 10 de noviembre de 1933 - 14 de mayo de 2008), fue un periodista, archivista,  documentalista y productor televisivo argentino. Fue dueño del Archivo DiFilm, de cine y televisión, el cuarto más grande del mundo y el primero en importancia en América Latina.

## Biografía
En 1952 filma con su cámara de cine de 16 mm Pathe de rollos de 15 metros y más tarde con Gevart y Bell Howell de 30 y 120 metros y Auricon, la suma de más de cinco mil cortos, documentales y notas periodísticas de uno a once minutos de duración. Viajó por primera vez a España. Desde entonces, son innumerables las veces que visitó ese país, y varios de Europa. Registró notas periodísticas y reportajes radiales a grandes escritores, actores, deportistas, científicos de la actualidad española. Trabó amistad con personalidades tales como   Antonio del Amo, Lola Membrives, Miguel de Molina, Pedrito Rico, Narciso Ibáñez Menta, Salvador de Madariaga, Alejandro Casona, Julián Marías, Gori Muñoz, Ramón Gómez de la Serna y María Casares, entre otros.  
Colaboró en 1953 en el Crítica, de Natalio Botana, con la gente de literarias y cine.
Trabajó como redactor del noticiero cinematográfico Sucesos Argentinos, en numerosas radios nacionales, y en los cinco canales de aire de Buenos Aires.
Se desempeñó en el diario Clarín desde 1957 y en 1960 participaría en la fundación de Clarín Revista (lo que hoy es Revista Viva) junto a León Buche. 
En 1959 se fundó APTRA, donde se incorpora y colabora con la institución durante varios años. Ese mismo año Goar Mestre lo incluye en el equipo de prensa para el futuro Canal 13 que dará a publicidad el lanzamiento del canal.
Fundó Archivos Cinematográfico Argentino en 1960, una entidad que reúne a los cineclubes del Gran Buenos Aires y coleccionistas.
Durante la década de 1960 fue corresponsal de las revistas españolas Dígame, Informaciones y Ya, donde cubre todos los Festivales de Cine de Mar del Plata, como así también importantes notas a Eamon de Valera (presidente de Irlanda), y Amadeo de Aosta, Mónica Vitti, Silvana Pampanini, Alain Delon, Maurice Chevalier y Cantinflas entre otros. Estas notas fueron publicadas en distintos países de América por su trascendencia.
En los años 60 dedicó gran parte de su tiempo a clasificar, filmar, viajar y escribir. Durante la dictadura militar escribe en un órgano sindical y custodia el archivo ante un posible atentado. Fue nombrado en 1983 secretario de prensa del Obispo de Quilmes, Monseñor Jorge Novak, cargo que mantuvo varios años.
En 1984 fue nombrado profesor del CONET, donde dio clases a los futuros profesores de la entidad sobre cine.
En 1985, creó el primer canal de la Argentina en transmitir las 24 horas del día, se llamó Varela Visión en el canal 5 de la zona sur del Gran Buenos Aires. Años después contribuiría en la fundación del exitoso canal de noticias TN (Todo Noticias).
El programa de televisión de Telefe Siglo 20 Cambalache, con Teté Coustarot y Fernando Bravo en 1992 lo tiene con su histórico material fílmico.
En 1991 se incorporó al noticiero Telenoche de El Trece hasta el año 2006. Trabajó en Todo Noticias desde el inicio de la señal en junio de 1993, fue columnista en el programa de TN La Rosca, con sus Perlas del Emperador, durante más de dos años.
Estuvo a cargo del seminario "Archivo audiovisual", en la Universidad Nacional de Lomas de Zamora durante tres años en 1996, durante el rectorado de Gabriel Mariotto. Y en 1998 en conjunto con la mencionada universidad, realizó muestras del cine argentino, en España, Francia, Portugal y Colombia, distintas provincias argentinas y en el Festival de Cine de Mar del Plata.
El Certamen Internacional de Cortometrajes en donde se proyectan películas independientes internacionales, lleva su nombre.

## Archivo Difilm
Fundó en 1949, el Archivo DiFilm, con la idea de propagar, recuperar y archivar material fílmico de Argentina y el mundo, en su soporte original. Hoy cuenta con películas que van desde 1901 hasta el 2001. 
En 1952, añadió el rubro fotografías, afiches, manuscritos, diarios, revistas, libros, medallas conmemorativas y discos de pasta que van desde 1890 hasta 1995. Compra y rescata el archivo de Federico Valle. 
En 1955, emprendió la labor de adquisición y clasificación de programas de la radio telefonía de Argentina en su soporte natural, que va desde 1930 hasta 1980.
Compra y rescata parte de la cineteca Kodascope de la calle Alsina 920, Buenos Aires. Con material del cine mudo argentino y mundial en 1958.
Percibía que en la televisión argentina hacia 1961 no había soportes de sus programas históricos, inició entonces la tarea de la guarda de material que va desde 1952 al 2009. Los cientos ochenta mil programas se encuentran en el soporte de video film (película de 16 mm). Muy pocos en sistema video tape, U-matic, Pulgada, Betacam y DVD. Salvó y recuperó los discos Vitaphone de distintas películas americanas, de los primeros meses del nacimiento del film sonoro que no existen en el mundo. Como así los de la película de Carlos Gardel La casa es seria, de 1932, como también el único afiche existente de la mencionada película.
Compró para rescatar un archivo de diapositivas, en negativo y positivo, en tercera dimensión, tomadas por fotógrafos y camarógrafos de los hermanos Augusto y Luis Lumière de la vida en Argentina y otros países, que cubre los años 1890 al 1920. Un material único, que se consiguió en 1963.
Las partituras musicales no escapan al resguardo de las mismas, en 1965. Como así también programas de mano de cine y teatro en la Argentina. Con verdaderas joyas desde 1901 a 1970. Compra y rescata el archivo fotográfico de la revista Sintonía de cine, radio y teatro, que comprende entre los años 1933 a 1955, con material histórico y mucho inédito.
Es en 1968, cuando dio inicio a una biblioteca especializada en cine, que contiene importantes volúmenes, muchos perdidos en el tiempo y otros inéditos, no solo de Argentina, sino de los más importantes países.
Encontró y recuperó una colección de sobres muy amplios con recortes periodísticos y biografías de personajes de la Argentina, de todos los tiempos, desde 1970 a la actualidad. Comienza el rescate de la memoria audiovisual española que se encuentra en parte en la República Argentina. Películas en 35 y 16 mm de los años 40 del cine que no se encuentran en su país de origen. Programas de la Radio Televisión Española, en su formato original de videofilms en 16 mm emitidos en su país de origen y comprados para las TV de América. Documentales en 16 y 35 mm perdidos en Europa y recuperados. Los noticieros NO-DO faltantes.
En 1972 compra y rescata parte de la cinemateca Familiar González, de la calle Alsina 900, Buenos Aires, con cine mudo y sonoro argentino y del mundo. En 1973 compra negativos y positivos fotográficos de artistas, músicos, directores, cantantes españoles radicados en Argentina o en giras latinoamericanas, en los periodos de 1920 a 1970. 
En 1980 compra y rescata gran parte de la cinemateca "Del Turco", en la calle Las Heras 2400, Buenos Aires, con material mudo y sonoro del cine argentino y mundial.  En 1982 funda "Amigos del cine" en la Parroquia del Perpetuo Socorro de Quilmes y da continuadamente charlas sobre la historia del Cine argentino.
En 1983 nace el repertorio de caricaturas argentinas. Dibujos originales de los más célebres artistas de nuestro medio, que abarca el periodo 1930 en adelante. Ante el cierre de salas de cine, en la República de Uruguay, rescata muchos noticieros, documentales y películas argentinas, no existente hasta ese momento en nuestro país.
En 1990 recupera y rescata documentos históricos argentinos, como ser Bartolomé Mitre, Florencio Varela, General Manuel Hornos, Máximo Paz, Bernardo de Yrigoyen, Esteban Señilosa, Félix Frías, José Mármol, Valentín Alsina, Federico Silva y Manuel Quintana, entre otros. Estos documentos originales corresponden al año 1850 al 1855.
En 1995 compra y rescata varias cinetecas de la provincia de Santa Fe con material argentino histórico y mundial.
En 1996 recupera y rescata de documentos argentinos originales, comprenden a cartas y manuscritos de Alfredo Palacios, Enrique Udaondo, Manuel Mujica Lainez, Raúl Apold, Félix Uriburu, Juan Domingo Perón y otros.
Rescate de la memoria cinematográfica de la República del Paraguay y de Chile. Por tal motivo Roberto Di Chiara fue declarado Ciudadano Ilustre de la Ciudad de Asunción el 20 de agosto de 2002.

## Premios
- Llave de los Estudios Paramount - Estados Unidos - 1962.[cita requerida]
- Diploma de los cineclub de la Provincia de Buenos Aires - 1965.
- Premio San Carlos Rey de Francia - 1970.
- Premio ExpoTV de Mar del Plata - 1987.
- Premio al maestro - Manzanita de TEA - 1994.
- Premio Bandoneón de Piazzolla - 1994.
- Ciudadano Ilustre de la Provincia de Santa Fe - 1995.
- Premio San Gabriel - 1995.
- Premio Martín Fierro a la mejor producción - 1996.
- Premio Nomen Munay - 1996.
- El Sol de Oro - 1998.
- Premio Candil de Quilmes - 1999.
- Premio Evita - 1999.
- Primer socio honario de APTRA - 2000.
- Premio Micrófono de Oro - 2000.
- Ciudadano Ilustre de la ciudad de Asunción del Paraguay - 2002.
- Ciudadano Ilustre de la Provincia de Buenos Aires - 2007.

## Carrera televisiva
- Canal 13 Prensa 1959.
- Varela Visión Director 1985.
- Siglo XX Cambalache - Canal 11 Archivo 1989.
- Telenoche - Canal 13 1991.
- TN - Todo Noticias 1994.
- Telenueve - Canal 9 2006.
- C5N 2007.
- Historias de un Siglo - C5N 2008.

## Carrera cinematográfica
- Padre Mugica - Documental sobre la vida del Padre Carlos Mugica con la dirección de Gabriel Mariotto.
- Afiches y colas.
- El retorno de Juan Domingo Perón.
- San Telmo.
- Operación Walsh.
- Esquina Lorca.

## Libros
- El Cine Mudo Argentino, 1996.
- La radio que yo viví, 1998. Un documento histórico, desde la base de los programas radiales de su archivo.
- El rescate del afiche cinematográfico argentino, 2001.
- Delfor, el fabricante de estrellas: La Revista Dislocada, 2001.
- Ermete Meliante, el dibujante de afiches cinematográficos, 2001.